# Кроки в ночі
Кроки в ночі — радянський чорно-білий художній фільм-військова драма 1962 року, знятий режисером Раймондасом Вабаласом на Литовській кіностудії.

## Сюжет
В основі фільму — історія легендарної втечі ув'язнених 9-го форту в Каунасі з німецької катівні. Події відбуваються під час Німецько-радянської війни. Алексас, головний герой фільму, опиняється у зайнятому німцями Вільнюсі. З невідомих причин його заарештовують, і герой потрапляє до команди смертників. Поки що до їхнього обов'язку входить спалювання трупів після розстрілів. Думки про свою смерть ні на мить не відпускають Алексаса. Разом з іншими ув'язненими герой задумує втечу. Підготовка триває кілька місяців, починається розкол, з'являються зрадники. В результаті німцям стає відомо про підготовку втечі. Сподіваючись тільки на себе, Алексас вступає у складну гру.

## У ролях
- Юозас Рігертас — Алексас
- Пятрас Степонавічюс — Вітас
- Вітаутас Томкус — Повілас
- Юозас Мільтініс — Віркутіс, інженер
- Гражина Баландіте — Люда, племінниця Віркутіса
- Альгімантас Масюліс — Кузміцкіс
- Стяпонас Космаускас — Бубліцас, комендант концтабору
- Рімгаудас Карвяліс — Ганс
- Вальдас Ятаутіс — аптекар
- Гедимінас Карка — Йокубас
- Стасіс Красаускас — Саша
- Гіршас Шарфштейнас — Береліс
- Еугенія Шулгайте — мати Повіласа
- Хенрікас Ванцявічюс — окуліст
- Альгірдас Венскунас — Грігенас
- Йонас Чепайтіс — пацієнт
- Раймондас Вабалас — ув'язнений
- Леонардас Зельчюс — француз
- Юліуш Кацас — епізод
- Антанас Курклетіс — епізод
- Альгірдас Степонавічюс — епізод
- Адомас Пяткявічюс — епізод

## Знімальна група
- Режисер — Раймондас Вабалас
- Сценарист — Владас Мозурюнас
- Оператор — Йонас Гріцюс
- Композитор — Едуардас Бальсіс
- Художники — Альгімантас Завіша, Йєронімас Чюпліс, Вікторія Бімбайте, Елене Емма